# Danh sách điểm cực trị của Trái Đất
Danh sách điểm cực trị của Trái Đất bao gồm các địa điểm được ghi nhận và công nhận có trị số đạt điểm cực trị (tiếng Anh: Maxima and minima) về vị trí trên bề mặt Trái Đất.

## Toàn thế giới

### Tọa độ
| Điểm cực bắc của Trái Đất chính là cực bắc địa lý nằm trong biển Bắc Băng Dương, có vĩ độ bằng +90 độ, điểm giao nhau giữa trục tự quay của Trái Đất và bề mặt Trái Đất ở Bắc Bán Cầu, được chọn làm mốc vĩ độ. Tại đây mọi hướng đều là hướng Nam. | 1: Cực bắc địa lý                               |
| Điểm cực bắc trên đất liền là đảo Kaffeklubben gần mũi Morris Jesup thuộc Greenland, có tọa độ 83°40′B 29°50′T / 83,667°B 29,833°T. |                                                 |
| Điểm cực nam của Trái Đất cũng chính là điểm cực nam của đất liền thuộc cực nam địa lý nằm trên lục địa Nam Cực, có vĩ độ bằng -90 độ, điểm giao nhau giữa trục tự quay của Trái Đất và bề mặt Trái Đất ở nam bán cầu. Không có điểm nào trên mặt đất nằm về phía nam của điểm này. Nơi đây nằm phía trên mực nước biển 2.835 mét nhưng lớp băng phía dưới của nó cũng là 2.700 mét. | Biển và cờ đánh dấu cực nam địa lý năm 2000     |
| Điểm cực đông và cực tây của thế giới gồm tập hợp các điểm nằm dọc theo kinh tuyến 180 độ, chạy từ Bắc Băng Dương qua đảo Wrangel, biển Chukotka, khu tự trị Chukotka, biển Bering, phía tây của đảo Semisopochnoi thuộc quần đảo Rat trong cụm đảo Aleut của tiểu bang Alaska... | Ranh giới quy định ngày trên đảo Taveuni, Fiji. |
| Điểm cực tây trên đất liền theo đường đổi ngày quốc tế thuộc về đảo Attu trong Quần đảo Aleut của Alaska | Đảo Attu, 11/7/2007                             |
| Điểm cực đông trên đất liền theo đường đổi ngày quốc tế thuộc về đảo Caroline trong quần đảo Line, Kiribati | Đảo Thiên Niên Kỷ Caroline, 7/2009              |

### Cao độ

#### Điểm cao nhất
| Điểm cao nhất tính từ mực nước biển là đỉnh Everest trong dãy Himalaya, với độ cao 8.848-8.850 mét so với mặt phỏng cầu tưởng tượng dựng theo mặt nước biển. Đỉnh Everest được xác định thuộc giáp ranh giữa huyện Solukhumbu, Sagarmatha của Nepan và huyện Định Nhật (Tingri), địa khu Nhật Khách Tắc (Xigazê), Tây Tạng, Trung Quốc | Everest 18/8/2006         |
| Điểm xa trung tâm Trái Đất nhất thuộc về miệng núi lửa Chimborazo trong dãy Andes, Ecuador, Nam Mỹ với khoảng cách tới tâm Trái Đất được xác định là 6.384,4 km (xa hơn 2,168 km so với khoảng cách 6.382,3 km giữa đỉnh Everest và địa tâm)                                                                                           | Chimborazo 19/9/2010      |
| Hồ cao nhất thế giới có lẽ là Ojos del Salado trên miệng núi lửa tầng trong dãy Andes, biên giới Argentina và Chile, tọa độ 27°06′35″N 68°32′32″T / 27,109611°N 68,54225°T, độ cao 6.893 mét | Ojos del Salado 7/12/2006 |
| Thác nước có chiều cao từ đỉnh đến chân thác cao nhất thế giới là thác Ángel (979 mét, với chiều cao đổ nước liên tục là 807 m) ở Venezuela, tọa độ 5°58′3″B 62°32′8″T / 5,9675°B 62,53556°T | Thác Ángel 5/5/2004       |

#### Điểm thấp nhất
Nhân tạo
| Điểm thấp nhất do con người tạo ra là đáy lỗ khoan siêu sâu Sakhalin-1 (Сахалин-1) trên đảo Sakhalin, tỉnh Sakhalin ở phía đông nước Nga, bắc Thái Bình Dương. Lỗ này khoan vào lòng đất tính đến 28/1/2011 là -12.345 mét so với mặt đất chung quanh. Sakhalin-1 đã phá kỷ lục năm 2008 của giếng khoan dầu Al Shaheen (-12.290 mét) và lỗ khoan siêu sâu Kola trên bán đảo Kola trước đó, năm 1989 (-12.262 mét) | Dự án Sakhalin-1              |
| Điểm thấp nhất do con người tạo ra trên đất liền là mỏ TauTona, thị trấn Carletonville, tỉnh Gauteng, Nam Phi. Đáy cùng của mỏ này được ước tính có độ sâu -3,9 km. |                               |
| Điểm thấp nhất do con người tạo ra dưới mặt nước là giàn khoan dầu Deepwater Horizon ở Vịnh Mexico, Bắc Mỹ với độ sâu so với mực nước biển là -10.685 mét. | · Deepwater Horizon 21/4/2010 |

Tự nhiên
| Điểm thấp nhất so với mực nước biển thuộc về vực thẳm Challenger trong rãnh Mariana với độ sâu -10.971 mét. | Rãnh Mariana            |
| Điểm thấp nhất so với mực nước biển trên đất liền được công nhận là vùng bờ của biển Chết có độ sâu -423 mét | Biển Chết có độ mặn cao |
| Điểm thấp nhất trên đất liền không bao phủ bởi nước thể lỏng thuộc về rãnh Bentley Subglacial trong vùng đất Marie Byrd nằm chếch về phía tây châu Nam Cực tọa độ 80°N 115°T / 80°N 115°T, thấp hơn mực nước biển -2.555 mét. Phủ trên bề mặt rãnh này, cũng tương tự như hầu hết các vùng khác ở châu Nam Cực, là một lớp băng dày. | Marie Byrd              |
| Điểm gần trung tâm Trái Đất nhất có lẽ thuộc về vực thẳm Litke tại đáy của Bắc Băng Dương ở độ sâu -5.450 mét dưới mực nước biển, có khoảng cách đến tâm địa cầu khoảng -6.353 km (so với đáy rãnh Mariana cách tâm -6.366,4 km là gần hơn 13,4 km)                                                                                  |                         |

### Nhiệt độ
| Cực hàn là điểm trên mặt đất mà tại đó nhiệt độ không khí đã đo được thấp nhất. Hiện nay kỷ lục này được ghi nhận −89 °C (−128 °F) bởi trạm Phương Đông của Nga trên hồ Phương Đông 78°28′N 106°48′Đ / 78,467°N 106,8°Đ | Hồ Phương Đông ngày 21/7/1983 |
| Cực nhiệt-nhiệt độ không khí nóng nhất đã ghi nhận được là tại Al 'Aziziyah (tiếng Ả Rập: العزيزية Al 'Azīzīya) thủ phủ quận Al Jfara của Libya                                                                         |                               |

## Á-Âu
- Cực bắc của Á-Âu thuộc về mũi Fligely, nằm ở biển phía bắc đảo Rudolf trong quần đảo Zemlya Frantsa-Iosifa thuộc tỉnh Arkhangelsk Nga, ở vĩ độ 81°50′35″B. Điểm cực bắc trên đất liền thuộc về Mũi Chelyuskin trong Bán đảo Taymyr, vùng Krasnoyarsk, Nga có vĩ độ 77°44′0″B.
- Điểm xa nhất về phía nam của châu Á-Âu là đảo Pamana, tỉnh Đông Nusa Tenggara, Quần đảo Sunda Nhỏ, Indonesia
- Điểm xa nhất về phía Đông của Á-Âu là đảo (Big Diomede),thuộc vùng (Siberia) thuộc (Liên Bang Nga)

## Châu Mỹ

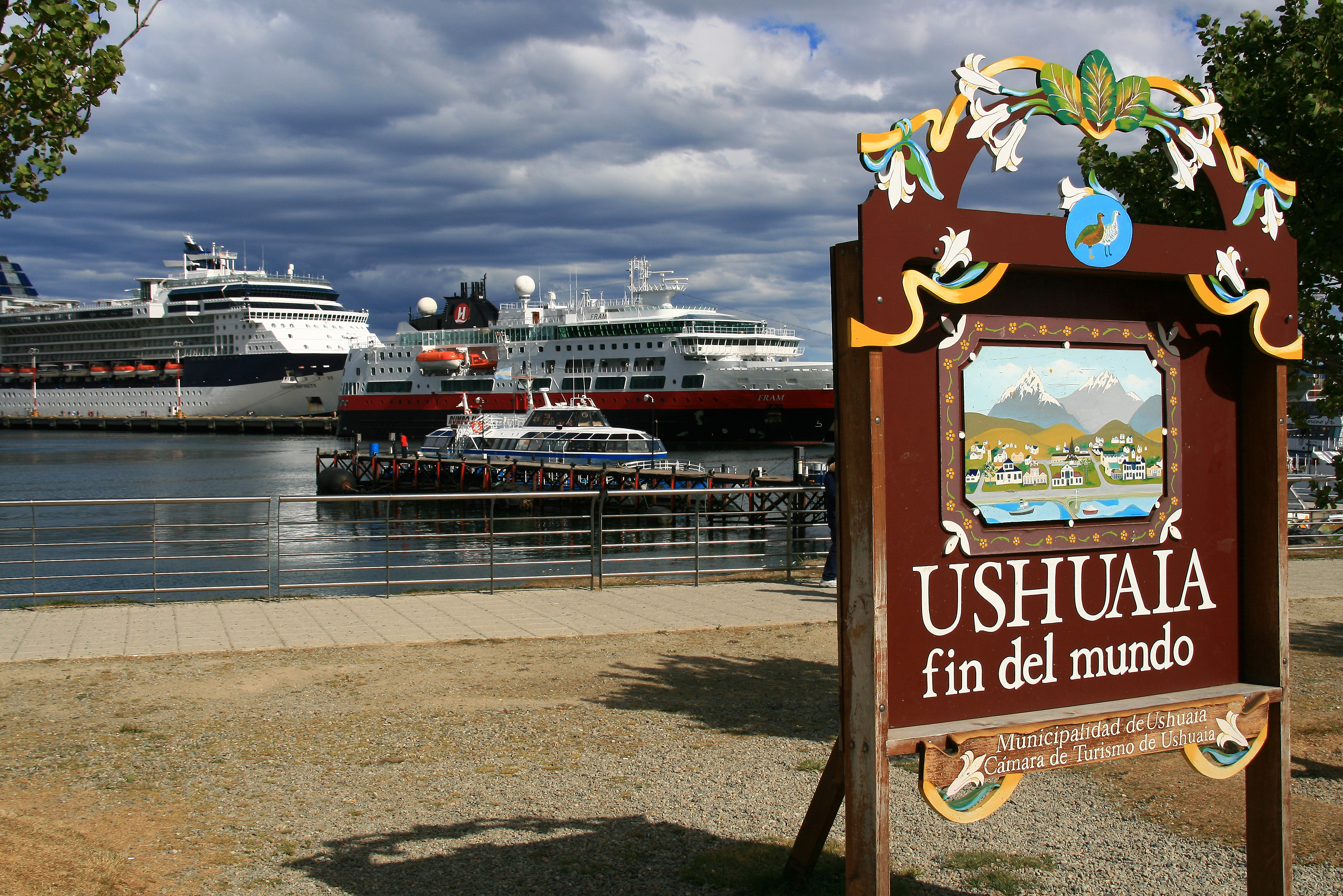
Ushuaia là thủ phủ của tỉnh Tierra del Fuego của Argentina và là thành phố cực nam của thế giới.